# 紺田敏正
紺田 敏正（こんた としまさ、1980年8月12日 - ）は、富山県砺波市出身の元プロ野球選手（外野手、右投左打）、コーチ。現在は北海道日本ハムファイターズのファーム外野守備走塁コーチを務めている。

## 経歴

### プロ入り前
小学2年の時に野球を始める。右投げ右打ちであったが、高校に入る前に左打ちに変更、高岡商時代は外野手で、2年秋に県大会優勝したが北信越大会は初戦敗退。プロバスケットボール選手の野尻晴一は同級生だった。東都大学野球連盟の国士舘大学時代に3年秋に東都二部リーグの首位打者に輝き、持ち前の俊足と強肩から「二部のイチロー」と称された。4年時は主将。
2002年のドラフト会議で日本ハムファイターズから6巡目指名を受けて入団。

### 第1次日本ハム時代
プロ1年目の2003年には二軍で打率3割、14盗塁を記録し、一軍でもプロ初打席初安打となる三塁打を大阪近鉄バファローズの岩隈久志から記録した。
それ以降2年間はケガなどで伸び悩み一軍出場はなかったが、2006年に開幕一軍入り。すぐに二軍落ちしたが、同じ外野手の稲葉篤紀と坪井智哉が8月5日・6日に相次いで故障したことから再昇格のチャンスを得る。主に代走としての起用だったが、この年初先発出場の8月13日の千葉ロッテマリーンズ戦（札幌ドーム）で先発の渡辺俊介からプロ初打点を挙げた。以後も渡辺との対戦時に高打率を誇り、小田智之と共に「俊介キラー」と呼ばれるようになった（この年21試合出場、うち4試合のスタメンのうち3試合が対渡辺戦。渡辺との通算対戦成績は23打数10安打、打率.435と相性が良く、また一軍での通算本塁打2本のうち1本は渡辺から打ったものである）。同年秋のアジアシリーズでは、出場を辞退した現役を引退する予定のSHINJOに代わり、3試合に左翼手として先発出場した（その年に主に左翼手を務めていた森本稀哲が、SHINJOが務めた中堅手に回る）。
2007年は飯山裕志と共に代走及び守備固めとして試合終盤を任され、94試合に出場（うち先発出場は6試合）。リリーフ捕手の中嶋聡を含めたスーパーサブトリオとしてトレイ・ヒルマン野球の一端を担った。4度の代打機会で3安打を打つ勝負強さも見せた。
2008年は森本の離脱時に先発出場が増えたが、シーズン終盤に足を痛めたことで打撃面では低迷した。しかし代走としては前年に続きここぞという場面で起用され、チームを何度も救った。
2010年11月9日、ウィルフィン・オビスポとのトレードで、須永英輝とともに読売ジャイアンツへ移籍した。背番号は44。

### 巨人時代
2011年シーズンは開幕から一軍に登録され、打撃面でも好調さを見せたものの、右肩を痛めた影響から4月26日に橋本到と代わって登録を抹消。5月14日には故障の小笠原道大が抹消されたことで一軍昇格するも、6月10日に再び抹消された。一軍出場は2006年と同じくわずか21試合に留まり、以後は故障もあり二軍戦の出場も減少。同年11月15日に戦力外通告を受けた。

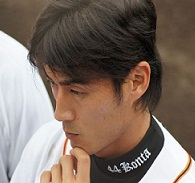
巨人時代

その後、12球団合同トライアウトを受験し、11月27日に北海道日本ハムファイターズへの復帰が決まった。背番号は67。

### 第2次日本ハム時代

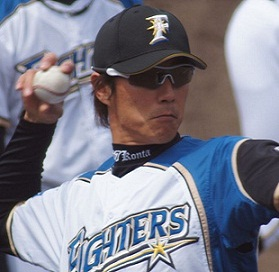
日本ハム時代

再起をかけて、2011年12月5日に右肩腱板部のクリーニング手術を受けるが完全には回復せず、一軍出場が無いままシーズンを終えた。その後、現役引退と日本ハムの二軍外野守備走塁コーチ就任を発表した。

### 現役引退後
2014年7月1日より大塚光二に代わって日本ハム一軍外野守備走塁コーチを担当。2016年からは再び二軍外野守備走塁コーチを、2022年は再び一軍外野守備走塁コーチを務めた。2023年からは再び二軍外野守備走塁コーチを務めている。

## 選手としての特徴・人物
50メートル5秒9、遠投120メートルという強肩と俊足を生かした守備範囲の広さには定評があった。

## 詳細情報

### 年度別打撃成績
| 年 度     | 球 団     | 試 合 | 打 席 | 打 数 | 得 点 | 安 打 | 二 塁 打 | 三 塁 打 | 本 塁 打 | 塁 打 | 打 点 | 盗 塁 | 盗 塁 死 | 犠 打 | 犠 飛 | 四 球 | 敬 遠 | 死 球 | 三 振 | 併 殺 打 | 打 率 | 出 塁 率 | 長 打 率 | O P S |
| --------- | --------- | ----- | ----- | ----- | ----- | ----- | -------- | -------- | -------- | ----- | ----- | ----- | -------- | ----- | ----- | ----- | ----- | ----- | ----- | -------- | ----- | -------- | -------- | ----- |
| 2003      | 日本ハム  | 2     | 5     | 5     | 1     | 2     | 0        | 1        | 0        | 4     | 0     | 0     | 0        | 0     | 0     | 0     | 0     | 0     | 1     | 0        | .400  | .400     | .800     | 1.200 |
| 2006      | 日本ハム  | 21    | 20    | 19    | 4     | 5     | 2        | 0        | 0        | 7     | 1     | 1     | 1        | 0     | 0     | 1     | 0     | 0     | 5     | 0        | .263  | .300     | .368     | .668  |
| 2007      | 日本ハム  | 94    | 59    | 57    | 14    | 14    | 2        | 1        | 0        | 18    | 5     | 7     | 1        | 1     | 0     | 1     | 0     | 0     | 17    | 0        | .246  | .259     | .316     | .574  |
| 2008      | 日本ハム  | 89    | 160   | 140   | 32    | 33    | 4        | 1        | 1        | 42    | 6     | 14    | 4        | 10    | 0     | 9     | 0     | 1     | 40    | 0        | .236  | .287     | .300     | .587  |
| 2009      | 日本ハム  | 56    | 75    | 65    | 11    | 15    | 2        | 1        | 0        | 19    | 4     | 2     | 1        | 5     | 1     | 4     | 1     | 0     | 22    | 0        | .231  | .271     | .292     | .564  |
| 2010      | 日本ハム  | 55    | 76    | 66    | 13    | 17    | 4        | 0        | 1        | 24    | 5     | 6     | 2        | 2     | 1     | 7     | 0     | 0     | 18    | 1        | .258  | .324     | .364     | .688  |
| 2011      | 巨人      | 21    | 40    | 38    | 3     | 11    | 1        | 0        | 0        | 12    | 1     | 1     | 2        | 0     | 0     | 2     | 0     | 0     | 6     | 0        | .289  | .325     | .316     | .641  |
| 通算：7年 | 通算：7年 | 338   | 435   | 390   | 78    | 97    | 15       | 4        | 2        | 126   | 22    | 31    | 11       | 18    | 2     | 24    | 1     | 1     | 109   | 1        | .249  | .293     | .323     | .616  |

### 記録
初記録
- 初出場：2003年9月30日、対大阪近鉄バファローズ28回戦（大阪ドーム）、8回表に石本努の代打で出場
- 初打席・初安打：同上、8回表に岩隈久志から右中間三塁打
- 初先発出場：2003年10月5日、対オリックス・ブルーウェーブ28回戦（Yahoo!BBスタジアム）、9番・中堅手で先発出場
- 初打点：2006年8月13日、対千葉ロッテマリーンズ12回戦（札幌ドーム）、5回裏に渡辺俊介から左前適時打
- 初盗塁：2006年8月20日、対千葉ロッテマリーンズ15回戦（千葉マリンスタジアム）、4回表に二盗（投手：渡辺俊介、捕手：里崎智也）
- 初本塁打：2008年6月9日、対横浜ベイスターズ4回戦（横浜スタジアム）、4回表に佐藤祥万から右中間越ソロ

### 背番号
- 52（2003年 - 2010年）
- 44（2011年）
- 67（2012年）
- 76（2013年 - ）